# 伊里斯鎮 (加利福尼亞州)
伊里什鎮（英語：Irish Town）是位於美國加利福尼亞州比尤特縣的一個非建制地區。該地的面積和人口皆未知。

## 地理
伊里什鎮的座標為39°48′45″N 121°37′33″W / 39.81250°N 121.62583°W，而該地的平均海拔高度為692米（即2270英尺）。